# Kępa Oborska
Kępa Oborska – wieś sołecka w Polsce, położona w województwie mazowieckim, w powiecie piaseczyńskim, w gminie Konstancin-Jeziorna. Leży na terenie mikroregionu etnograficznego Urzecze.
W latach 1975–1998 miejscowość należała administracyjnie do województwa warszawskiego.